# Айваджык
Айваджык (Айваджик, тур. Ayvacık) — город и район в провинции Чанаккале (Турция).

## История
В 1912 году в городе и районе проживали:
Турки - 18 116 чел.
Греки - 4 330 чел.
Армяне - 8 чел.
Евреи - 1 чел.